# Ameerega flavopicta
Espèce
Synonymes
- Hylaplesia flavopicta Lutz, 1925
- Epipedobates flavopictus (Lutz, 1925)

Statut de conservation UICN

 LC  : Préoccupation mineure
Statut CITES
Ameerega flavopicta est une espèce d'amphibiens de la famille des Dendrobatidae.

## Répartition
Cette espèce est endémique du Brésil. Elle se rencontre dans les États de São Paulo, du Minas Gerais, du Goiás, du Tocantins, du Pará et du Maranhão de 400 à 1 500 m d'altitude.

## Publication originale
- Lutz, 1925 : Batraciens du Brésil. Comptes Rendus des Séances de la Société de Biologie et de Ses Filiales, Paris, vol. 93,  p. 137–139.